# Marjanucz László
Marjanucz László (Magyarcsanád, 1954. június 22. –) magyar történész, a történelemtudományok kandidátusa (1995).

## Életpályája
Szülei: Marjanucz Aurél és Erdei Zsófia. 1973–1977 között a Juhász Gyula Tanárképző Főiskola történelem-orosz szakos hallgatója volt. 1978–1982 között a Kossuth Lajos Tudományegyetem Bölcsészettudományi Kar történelem szakán tanult. 1980–1986 között a szegedi Móra Ferenc Múzeum történeti osztályán muzeológus-történész volt. 1983–1986 között aspiráns volt a Magyar Tudományos Akadémia Történettudományi Intézetében. 1984-ben doktorált. 1986–1994 között a Juhász Gyula Tanárképző Főiskola történelemtudományi tanszékén adjunktus és docens volt. 1994–1996 között a József Attila Tudományegyetem Bölcsészettudományi Karának új- és legújabbkori magyar történelem tanszékén adjunktusa volt, 1996-tól tanszékvezető egyetemi docens. 2003–2009 között a Szegedi Tudományegyetem Bölcsészettudományi Kar Történeti Intézetének vezetője. 2007-ben habilitált.
Kutatási területe Magyarország újkori társadalom- és gazdaságtörténete, a polgárosodás, és a várostörténet (Hódmezővásárhely, Makó, Kistelek). Tanulmányútjai során megfordult Berlinben (1982), Pozsonyban (1983) és Bécsben (1996, 1998) is.

## Magánélete
1978-ban házasságot kötött Daróczi Évával. Hat gyermekük született: Gergő (1979), Máté (1982), Lilla (1986), Katalin (1991), Zita (1993), Krisztina (2000).

## Művei
- Szegedi zsidó polgári családok a 19. században (1989)
- Magyarcsanád (2000)
- Üllés története és népélete (2004)
- Makó társadalomrajza a 19-20. században (2008)
- A 18. századi Hódmezővásárhely Szeremlei művében (2013)